# George Dunning
George Garnett Dunning (* 17. November 1920 in Toronto, Ontario; † 15. Februar 1979 in London, England) war ein preisgekrönter kanadischer Filmregisseur, Animator und Filmproduzent, der international vor allem für seine Regiearbeit des Beatles-Animationsfilms Yellow Submarine aus dem Jahr 1968 bekannt wurde.

## Leben und Karriere
George Dunning, geboren 1920 in Toronto in Kanada, studierte zuerst am Ontario College of Art & Design. Danach arbeitete er als freiberuflicher Illustrator, bevor er 1943 ein Schützling von Norman McLaren am National Film Board of Canada (NFB) wurde. Im Jahr 1944 begann Dunning damit mit Mitte zwanzig eigene originelle Animations-Kurzfilme als Regisseur zu drehen, am Anfang noch von wenigen Minuten in der Länge, steigerte sich der Umfang über die Jahre kontinuierlich. 1948 verbrachte er ein Jahr lang für die UNESCO in Paris unter der Betreuung des Animationskünstlers Berthold Bartosch.
1949 gründeten er und der Mitarbeiter Jim MacKay in Toronto dann Graphic Associates, ein frühes Animationsstudio. Zu den Animatoren, die für Graphic Associates arbeiteten, gehörten Richard Williams und Michael Snow.
Dunning zog später nach New York und arbeitete dort am UPA bei der Gerald McBoing-Boing Show. 1956 zog George Dunning schließlich nach England, um dort sein neugegründetes Londoner Büro zu verwalten. Er gründete zusammen mit John Coates in London 1957 die Produktionsfirma, TV Cartoons Ltd und machte sich schon bald einen Namen als Regisseur für anspruchsvolle Animationen. Unter seinen Animatoren arbeiten für TVC auch Richard Williams und Jimmy T. Murakami. Nach 1961 stellte TVC bereits etwa hundert Werbespots pro Jahr her. Während dieser Zeit schaffte Dunning auch viele persönliche Kurzfilme, die für ihre surrealistische Atmosphäre und ihr kafkaeske Themen bekannt wurden, so entstand 1962 unter seiner Regie auch der preisgekrönte Kurzfilm The Flying Man.
George Dunning beaufsichtigte später als Produzent von 1965 bis 1967 auch die Cartoon-Serie The Beatles über 33 Episoden für den Sender Associated British Corporation (ABC), dies wiederum führte zum Engagement für den Beatles Kino-Animations-Klassiker Yello Submarine im Jahr 1968, wo er für seine Regie 1969 von der National Society of Film Critics Awards in den USA mit einem Special Award geehrt wurde.
Darüber hinaus war Dunning 1964 auch verantwortlich für den Vorspann von Blake Edwards Clouseau-Film mit Peter Sellers Ein Schuß im Dunkeln zusammen mit einer Reihe von Kurzfilmen darunter The Digger, für die BBC-Serie für Kinder.
George Dunning drehte in seiner Karriere zahlreiche animierte Werbespots, Industriefilme, kurze Cartoons und war neben der TV-Cartoon-Serie The Beatles Mitte der 1960er Jahre auch mehrfach als Produzent tätig. Bei insgesamt vierzehn Kurzfilmen führte er selbst Regie. Am 15. Februar 1979 starb Dunning in seiner Wahlheimat London im Alter von 58 Jahren.

## Auszeichnungen
- 1951: Canadian Film Awards in der Kategorie Special Award für Family Tree (zusammen mit Evelyn Lambart)
- 1962: Locarno-International-Film-Festival-Award in der Kategorie Special Mention for a Short Film, Animation für The Apple
- 1962: Festival d’Animation Annecy in der Kategorie Grand Prix für The Flying Man
- 1969: National Society of Film Critics Awards in der Kategorie Special Award for a feature-length animation für Yello Submarine
- 1969: Hugo-Awards-Nominierung in der Kategorie Best Dramatic Presentation für Yello Submarine

## Filmografie

### Regisseur
Kinofilm
- 1968: Yellow Submarine

Kurzfilm
- 1944: Grim Pastures
- 1944: Chants populaires nº 2
- 1944: Chants populaires nº 3
- 1944: Chants populaires nº 4
- 1945: The Three Blind Mice
- 1947: Cadet Rousselle
- 1950: Family Tree
- 1959: The Apple
- 1962: The Flying Man
- 1963: The Apple
- 1965: The Ever-Changing Motor Car
- 1969: Hands, Knees and Bumps a Daisy
- 1972: Damon the Mower

### Produzent
- 1962: The Flying Man (Kurzfilm)
- 1963: The Apple (Kurzfilm)
- 1964: The Insects (Kurzfilm)
- 1965: Charley (Fernsehfilm)
- 1965–1967: The Beatles (Fernsehserie, 33 Episoden)
- 1975: Safety Senses (Dokumentarkurzfilm)